# Manfred Kokot
Manfred Kokot (Templin, 3 januari 1948) is een Oost-Duitse voormalige sprinter. Hij werd meervoudig Oost-Duits kampioen in diverse sprintdisciplines. Zijn grootste prestaties leverde hij op de estafette. Hij nam tweemaal deel aan de Olympische Spelen en won hierbij een zilveren medaille.

## Loopbaan
In 1971 liep Kokot een Europees record op de 100 m van 10,0 s. Nog altijd heeft hij met 5,61 het Europees indoorrecord in handen op de 50 m (peildatum maart 2016). Deze tijd liep hij op 4 februari 1973 in Berlijn en gold toentertijd als wereldindoorrecord. In 1996 werd dit wereldindoorrecord verbeterd en sinds 16 februari 2000 deelt hij dit Europees record met de Brit Jason Gardener.
Bij zijn olympisch debuut op de Spelen van München in 1972, die door verschillende landen geboycot werden, behaalde hij als startloper op de 4 x 100 m estafette met zijn teamgenoten Bernd Borth, Hans-Jürgen Bombach en Siegfried Schenke een vijfde plaats met een tijd van 38,90.
Vier jaar later op de Olympische Spelen van Montreal verbeterde hij dit met zijn teamgenoten Jörg Pfeifer, Klaus-Dieter Kurrat en Alexander Thieme tot een zilveren medaille. Ze finishten in 38,66 en eindigden hiermee achter de Amerikaanse estafetteploeg, die de wedstrijd won in 38,33.
In zijn actieve tijd was Kokot aangesloten bij SC DHfK Leipzig. Na zijn sportcarrière werd hij ingenieur en werkte bij het station van Leipzig. Later opende hij een automobielbedrijf en een elektrische-autoworkshop in zijn geboorteplaats Templin.

## Titels
- Oost-Duits kampioen 100 m - 1974
- Oost-Duits indoorkampioen 60 m - 1971, 1973, 1974
- Oost-Duits indoorkampioen 100 m - 1973, 1974

## Persoonlijke records
Outdoor
| Onderdeel | Prestatie      | Datum       | Plaats |
| --------- | -------------- | ----------- | ------ |
| 100 m     | 10,0 s (ex-ER) | 15 mei 1971 | Erfurt |

Indoor
| Onderdeel | Prestatie   | Datum           | Plaats  |
| --------- | ----------- | --------------- | ------- |
| 50 m      | 5,61 s (ER) | 4 februari 1973 | Berlijn |

## Palmares

### 60 m
- 1971:  EK indoor - 6,8 s
- 1973:  EK indoor - 6,66 s
- 1974:  EK indoor - 6,63 s

### 4 x 100 m
- 1972: 5e OS - 38,90 s
- 1974:  EK - 38,99 s
- 1976:  OS - 38,66 s
- 1977:  Wereldbeker - 38.57
- 1978:  EK - 38,78 s